# Val de Garonne Agglomération
Val de Garonne Agglomération est un établissement public de coopération intercommunale (EPCI) situé en France dans le département de Lot-et-Garonne, en région Nouvelle-Aquitaine.

## Historique
Elle est créée en 1993 sous le nom de communauté de communes du Marmandais. Elle devient en 1996 la communauté de communes du Val de Garonne  et, en 2011, la communauté d'agglomération Val de Garonne Agglomération. Elle rassemble 43 communes.

## Territoire communautaire

### Composition
La communauté d'agglomération est composée des 43 communes suivantes :

| Nom                        | Code Insee | Gentilé                | Superficie (km2) | Population (dernière pop. légale) | Densité (hab./km2) |
| -------------------------- | ---------- | ---------------------- | ---------------- | --------------------------------- | ------------------ |
| Marmande (siège)           | 47157      | Marmandais             | 45,06            | 17 361 (2022)                     | 385                |
| Agmé                       | 47002      | Agméens                | 5,01             | 106 (2022)                        | 21                 |
| Beaupuy                    | 47024      | Bellopodiens           | 8,17             | 1 678 (2022)                      | 205                |
| Birac-sur-Trec             | 47028      | Biracais               | 14,34            | 831 (2022)                        | 58                 |
| Calonges                   | 47046      | Calongeais             | 15,99            | 589 (2022)                        | 37                 |
| Castelnau-sur-Gupie        | 47056      | Castelnaudais de Gupie | 15,23            | 914 (2022)                        | 60                 |
| Caubon-Saint-Sauveur       | 47059      | Caubonnais             | 11,34            | 263 (2022)                        | 23                 |
| Caumont-sur-Garonne        | 47061      |                        | 11,61            | 815 (2022)                        | 70                 |
| Clairac                    | 47065      | Clairacais             | 33,78            | 2 576 (2022)                      | 76                 |
| Cocumont                   | 47068      | Cocumontais            | 25,44            | 1 110 (2022)                      | 44                 |
| Couthures-sur-Garonne      | 47074      | Couthurains            | 6,98             | 366 (2022)                        | 52                 |
| Escassefort                | 47088      | Escassefortais         | 13,92            | 654 (2022)                        | 47                 |
| Fauguerolles               | 47094      | Fauguerollais          | 6,93             | 827 (2022)                        | 119                |
| Fauillet                   | 47095      | Fauilletais            | 14,23            | 857 (2022)                        | 60                 |
| Fourques-sur-Garonne       | 47101      | Fourquais              | 13,96            | 1 307 (2022)                      | 94                 |
| Gaujac                     | 47108      | Gaujacais              | 7,33             | 241 (2022)                        | 33                 |
| Gontaud-de-Nogaret         | 47110      | Gontaudais             | 29,51            | 1 641 (2022)                      | 56                 |
| Grateloup-Saint-Gayrand    | 47112      | Grateloupais           | 20,67            | 470 (2022)                        | 23                 |
| Jusix                      | 47120      | Jusiquais              | 7,5              | 94 (2022)                         | 13                 |
| Lafitte-sur-Lot            | 47127      |                        | 15,99            | 814 (2022)                        | 51                 |
| Lagruère                   | 47130      | Lagruériens            | 9,86             | 343 (2022)                        | 35                 |
| Lagupie                    | 47131      | Gupiais                | 8,69             | 686 (2022)                        | 79                 |
| Longueville                | 47150      | Longuevillois          | 4,79             | 375 (2022)                        | 78                 |
| Marcellus                  | 47156      | Marcellusiens          | 11,77            | 874 (2022)                        | 74                 |
| Le Mas-d'Agenais           | 47159      | Massais                | 21,18            | 1 486 (2022)                      | 70                 |
| Mauvezin-sur-Gupie         | 47163      | Mauvezinois            | 15,8             | 611 (2022)                        | 39                 |
| Meilhan-sur-Garonne        | 47165      | Meilhanais             | 28,62            | 1 330 (2022)                      | 46                 |
| Montpouillan               | 47191      | Montpouillanais        | 12,07            | 817 (2022)                        | 68                 |
| Puymiclan                  | 47216      | Puymiclanais           | 25,74            | 707 (2022)                        | 27                 |
| Saint-Avit                 | 47231      | Saint-Avitois          | 8,95             | 183 (2022)                        | 20                 |
| Saint-Barthélemy-d'Agenais | 47232      | Barthéleméens          | 15,28            | 530 (2022)                        | 35                 |
| Saint-Martin-Petit         | 47257      | Petit-Martinois        | 6,39             | 624 (2022)                        | 98                 |
| Saint-Pardoux-du-Breuil    | 47263      | Saint-Pardounais       | 7,3              | 618 (2022)                        | 85                 |
| Saint-Sauveur-de-Meilhan   | 47277      | Salvatoriens           | 7,03             | 344 (2022)                        | 49                 |
| Sainte-Bazeille            | 47233      | Bazeillais             | 20,67            | 3 183 (2022)                      | 154                |
| Samazan                    | 47285      | Samazanais             | 17,25            | 855 (2022)                        | 50                 |
| Sénestis                   | 47298      | Sénestissois           | 11,31            | 199 (2022)                        | 18                 |
| Seyches                    | 47301      | Seychois               | 24,69            | 1 057 (2022)                      | 43                 |
| Taillebourg                | 47304      |                        | 7,11             | 65 (2022)                         | 9,1                |
| Tonneins                   | 47310      | Tonneinquais           | 34,78            | 9 461 (2022)                      | 272                |
| Varès                      | 47316      | Varésiens              | 16,79            | 658 (2022)                        | 39                 |
| Villeton                   | 47325      | Villetonnais           | 10,24            | 474 (2022)                        | 46                 |
| Virazeil                   | 47326      | Virazeillais           | 19,87            | 1 696 (2022)                      | 85                 |

### Démographie
| 1968   | 1975   | 1982   | 1990   | 1999   | 2006   | 2011   | 2016   | 2022   |
| ------ | ------ | ------ | ------ | ------ | ------ | ------ | ------ | ------ |
| 51 637 | 52 720 | 54 063 | 55 441 | 54 534 | 56 844 | 59 308 | 60 229 | 60 690 |

## Administration

### Siège
Le siège de la communauté d'agglomération est situé à Marmande.

### Les élus
Le conseil communautaire de la communauté d'agglomération se compose de 78 conseillers, représentant chacune des communes membres et élus pour une durée de six ans.
Ils sont répartis comme suit :
| Nombre de conseillers | Communes                     |
| --------------------- | ---------------------------- |
| 21                    | Marmande                     |
| 10                    | Tonneins                     |
| 3                     | Clairac, Sainte-Bazeille     |
| 2                     | Gontaud-de-Nogaret, Virazeil |
| 1 (+1 suppléant)      | les 37 autres communes       |

### Présidence
| Période       | Période       | Identité        | Étiquette | Qualité                                                                                                  |
| ------------- | ------------- | --------------- | --------- | --- |
| 2011          | 12 avril 2014 | Gérard Gouzes   | PS        | Maire de Marmande (1983-2014) Député de la 2e circonscription de Lot-et-Garonne (1988-1993 et 1997-2002) |
| 12 avril 2014 | 2020          | Daniel Benquet  | UMP-LR    | Maire de Marmande (2014-2020)                                                                            |
| Juillet 2020  | En cours      | Jacques Bilirit | PS        | Maire de Fourques-sur-Garonne (2008- )                                                                   |

### Régime fiscal et budget
Le régime fiscal de la communauté d'agglomération est la fiscalité professionnelle unique (FPU).

## Projets et réalisations

### Réalisations

#### Transports publics
Un PTU a été créé le 1er septembre 2005. Un réseau de transport urbain sur Marmande et Tonneins a vu le jour en 2007.